# Elezioni politiche in Italia del 1876
Le elezioni politiche in Italia del 1876 si sono svolte il 5 novembre (1º turno) e il 12 novembre (ballottaggi) 1876.
Le elezioni del 1876 portarono alla vittoria della sinistra storica guidata da Agostino Depretis e dunque alla fine della fase dei Governi della destra storica, che durava dal 1861.

## Risultati
| Liste                | Voti    | %    | Seggi |
| -------------------- | ------- | ---- | ----- |
| Ministeriali         | 200.625 | 56,0 | 414   |
| Opposizione          | 44.424  | 12,4 | 94    |
| Estrema              | 5.374   | 1,5  | 0     |
| Altri                | 107.835 | 30,1 | 0     |
| Totale               |         | 100  | 508   |
| Schede bianche/nulle |         | 2,2  |       |
| Votanti              | 358.258 | 61,0 |       |
| Elettori             | 604.931 |      |       |